# Борисовка (Сеченовський район)
Борисовка (рос. Борисовка) — присілок в Сеченовському районі Нижньогородської області Російської Федерації.
Населення становить 4 особи. Входить до складу муніципального утворення Верхнєтализинська сільрада.

## Історія
Від 2009 року входить до складу муніципального утворення Верхнєтализинська сільрада.

## Населення
| 2002 | 2010 |
| ---- | ---- |
| 12   | ↘4   |